# کیش‌زومبور
کیش‌‌زومبور (به مجاری:  Kiszombor) یک منطقهٔ مسکونی در مجارستان است که در ناحیه ماکو واقع شده‌است. کیش‌‌زومبور ۶۵٫۸۱ کیلومتر مربع مساحت و ۳٬۷۹۵ نفر جمعیت دارد.